# اچ‌ام‌اس دالریمپل (کی۴۲۷)

{{Infobox ship characteristics
اچ‌ام‌اس دالریمپل (کی۴۲۷) (به انگلیسی: HMS Dalrymple (K427)) یک کشتی بود که طول آن ۲۸۶ فوت (۸۷ متر) Length between perpendiculars بود. این کشتی در سال۱۹۴۵ (میلادی)|۱۹۴۵]] ساخته شد.